# Culex milloti
Culex milloti är en tvåvingeart som beskrevs av Doucet 1949. Culex milloti ingår i släktet Culex och familjen stickmyggor.
Artens utbredningsområde är Madagaskar. Inga underarter finns listade i Catalogue of Life.